# Garelli Ciclone (Elektromotorroller)
Der Garelli Ciclone ist ein elektrischer Motorroller des italienischen Herstellers Garelli, der von 2018 bis 2021 produziert wurde. Das Modell wurde erstmals auf der EICMA 2018 vorgestellt und ist in mehreren Varianten erhältlich, darunter die Versionen Metal, Sport, Passion, Scout und Dark. Der Ciclone lehnt sich durch sein retro-inspiriertes Design an frühere Rollermodelle der 1960er Jahre an.

## Technische Daten
| Merkmal                  | Daten des Garelli Ciclone (je nach Modellvariante)           |
| ------------------------ | ------------------------------------------------------------ |
| Motor                    | Bürstenloser Elektromotor (Bosch Nabenmotor)                 |
| Leistung                 | 2,0–4,0 kW (2,7–5,4 PS)                                      |
| Drehmoment               | 120–160 Nm                                                   |
| Batterie                 | Lithium-Ionen, 48 V/2 kWh, herausnehmbar (Samsung-Zellen)    |
| Reichweite               | ECO: bis zu 120 km; TOUR: bis zu 100 km; SPORT: bis zu 80 km |
| Ladezeit                 | 6–8 Stunden (Standard); 3–4 Stunden (mit Schnellladegerät)   |
| Höchstgeschwindigkeit    | 45–70 km/h (modellabhängig)                                  |
| Getriebe                 | Automatik                                                    |
| Antrieb                  | Direktantrieb (Nabenmotor)                                   |
| Bremsen                  | Hydraulische Scheibenbremse vorn und hinten (220 mm)         |
| Reifen                   | 130/60-13 vorn und hinten                                    |
| Radstand                 | 1145 mm                                                      |
| Maße (L × B × H)         | 1669 mm × 750 mm × 1145 mm                                   |
| Sitzhöhe                 | 820 mm                                                       |
| Leergewicht              | 66 kg (ohne Batterie)                                        |
| Zulässiges Gesamtgewicht | 150 kg                                                       |